# 鈴木鼓太郎
鈴木 鼓太郎（すずき こたろう、1978年6月18日 - ）は、日本の男性プロレスラー。本名・旧リングネームは鈴木 康弘（すずき やすひろ）。埼玉県蕨市出身。YouTuber。血液型O型。

## 来歴
プロレスとの出会いはプロレスゲーム「ファイヤープロレスリング」で、最初に愛用するようになったキャラクターは三沢光晴をモデルとした「氷川光秀」だった。実際の三沢をテレビ中継で目の当たりにし、憧憬の対象とするのはその後のことである。
小学校時代は卓球部に在籍し、中学・高校は柔道部に在籍した。中学時代には既にプロレス技の練習にも励んでおり、三沢が扮する2代目タイガーマスクを真似しプランチャやタイガードライバーを決めていたほか、ムーンサルトプレスにも成功していたという。
日本体育大学ではジムで体作りに励みながらその間に柔道以外の格闘技も経験した。三沢に憧れて2001年3月に旗揚げして間もないプロレスリング・ノアの入門テストを受験し、約200人の応募者の中から合格する。さらには練習生の段階から三沢の付け人となった。
当時の合格者4人の中で唯一デビューまでこぎつけ、2001年12月24日のディファ有明大会の対佐野巧真・金丸義信戦でデビュー（パートナーは池田大輔）。デビューと同時に三沢がリーダーを務める「WAVE」に加入。デビュー当初は本名で出場していたが、2002年2月2日のディファ有明大会より鈴木鼓太郎に改名された。「太鼓のように打たれ強く、打てば響く選手に」との願いをこめて三沢が命名した。2003年1月からは丸藤正道に変わって三沢の付き人に就き、2004年11月20日、最初で最後となった三沢とのシングル戦では、本家にタイガードライバーを決めたものの、最後はエメラルド・フロウジョンに敗れた。2005年3月5日の大谷晋二郎・高岩竜一戦、4月24日の丸藤・鈴木みのる戦では三沢のタッグパートナーとして指名された。
2004年末に登場したタイガー・エンペラーと2005年7月18日の東京ドーム大会で登場したムシキング・テリーの正体と噂されているが、真相は不明である。
2007年1月21日、リッキー・マルビンとのタッグで自身4度目の挑戦で初のタイトルとなるGHCジュニアヘビー級タッグ王座を獲得した。
2007年7月、団体初の公式リーグ戦である日テレ杯ジュニアタッグリーグ戦にリッキー・マルビンと共に参加、日本武道館での最終戦にて引き分けという結果に不完全燃焼をおこした観客からノアでは珍しい程の大ブーイングを受けた。
2008年6月29日の後楽園ホール大会では盟友のマルビンに強烈なイス攻撃を喰らわしコンビを解消、その後金丸と握手をし金丸、平柳玄藩と組むことを選んだ。同年7月13日、博多スターレーン大会でKENTA&石森太二組が保持するGHCジュニアヘビー級タッグ王座に金丸と挑戦し31分の激闘の末に、レクイエムでKENTAからフォール勝ちをし王座奪取。その後はヒール道を邁進し、12月7日の再戦ではKENTAを血祭りにして返り討ちに成功する。その実績を買われて、2009年1月25日の後楽園ホール大会のメインでGHCジュニア王座に挑戦。結果は惜敗したが、急所蹴り・鉄柱攻撃・凶器攻撃・目潰し・セコンド介入・西永秀一レフェリーへの誤爆などでKENTAをまたしても大流血に追い込む悪行三昧で新境地を開拓することに成功した。
3月からは新ユニット「DIS OBEY」の一員としてモハメド・ヨネ・力皇猛・金丸・平柳と共闘、これにより鼓太郎は悪行にも一段と磨きがかかり、完全に極悪路線へと進んでいった。
ところが6月13日、試合中のアクシデントにより鼓太郎の師匠の三沢が急死した。鼓太郎はこれをきっかけに今までのヒールファイトを封印し、三沢のファイトを受け継ぐと天国の三沢と約束した。
2009年12月23日、ムシキング・テリーとの試合中のアクシデントにより左膝前十字靭帯断裂および内側側副靭帯を損傷した。それもあり、金丸と保持するGHCジュニアヘビー級タッグ王座を返上した。
2010年9月18日の大阪大会における8人タッグマッチにおいて、金丸へのエルボー誤爆によりディスオベイを強制離脱、袋叩きの状況を小川良成によって助け出され、以後は小川と共闘した。10月30日、潮崎豪・小川と共に新ユニット「潮崎軍」を結成する。そして12月5日、日本武道館においてV7を目指した因縁の金丸を14分49秒・タイガードライバーで仕留め、念願のGHCジュニア王座を獲得。その後、2011年に入ってエディ・エドワーズ・平柳・中嶋勝彦・石森・マルビン・ロデリック・ストロング・金丸を退けて7度の防衛に成功したが、9月23日に中嶋に敗れて王座から陥落した。
2011年4月、反体制ユニット「NO MERCY」の対抗勢力として「ANTI NO MERCY UNION」（略称・ANMU）を結成し、リーダーとなる。
2012年12月、年内をもってプロレスリング・ノア退団が会社より発表され、12月24日有明大会を最後に退団した。
2013年1月に行われた決起集会で、小橋建太からバーニングを託された秋山準をリーダーに、潮崎、金丸、青木篤志で再結成した。
1月26日、全日本プロレス「2013新春シャイニング・シリーズ」の最終戦に5人で来場し、参戦を発表した。7月5日、全日本プロレスに正式入団。
2015年3月27日、青木の持つ全日本の世界ジュニアヘビー級王座に挑戦し奪取に成功した。しかし、同年11月に全日本との契約変更の内容を不満として退団を発表、12月6日のエディオンアリーナ大阪第2競技場大会を最後に世界ジュニアのベルトも返上することになった。
2016年1月8日、亜利弥’自主興行 TO LIVE ～ Wonderful Friends～に参戦し木藤裕次と兼平大介と組み佐野直&神威&田村和宏を相手に対戦を行った。
1月10日、WRESTLE-1後楽園ホール大会に乱入し、同日王座を奪取した大和ヒロシの持つWRESTLE-1クルーザーディビジョン王座に挑戦を要求した。
2月10日、WRESTLE-1クルーザーディビジョン王座前王者のアンディ・ウーとシングルで対戦し勝利。大和の王座に挑戦が決定した。
3月13日、大和のけがによる返上でクルーザーディビジョン王座決定戦を行い田中稔と対戦し勝利。フリー転向後初の王座戴冠となった。

## 人物・エピソード
- 実家は埼玉で焼肉店「焼肉ファミリー」を営んでいる。ノアのファンクラブイベントや番組収録もこの店で行われることが多い。
- ガンダム好きが昂じてアニマックスのガンダム特集特番にゲスト参加している。
- デビューしてから自身のイメージカラーの「青」を基調としたコスチュームを身に纏っているが、ヒールターンした際に一時期だけ赤を基調としたコスチュームに変えたが、Disobey脱退後は元の青に戻した。その後はベビーorヒールとも関係無く、赤を身に付けている。
- 師匠の三沢と誕生日が同一である[1]。

## 得意技
かなりのガンダムマニアであり、自分の得意技の多くにガンダム関連の名前をつけている。

### フィニッシュ・ホールド
ブルーディスティニー
鼓太郎の代表的なフィニッシュ・ホールド。
ゴリースペシャルの体勢に担ぎ上げ、相手の頭を両手で抱えつつ尻餅をついて衝撃を与える技。頭と脚がホールドされ衝撃が外に逃げないため、見た目以上に相手の受けるダメージは大きい。旧名・T-265。投げた後、頭と脚をホールドしたままであれば極め技の「ブルーディスティニー固め」となった。また、タッグマッチでマルビンが相手の両腕を掴んだ状態で敢行すると合体技「パーフェクト・ブルーディスティニー」になる。
元ネタはセガサターンのゲーム『機動戦士ガンダム外伝 THE BLUE DESTINY』の主役モビルスーツ「ブルーディスティニー」から。
エクスカリバー
旋回式ツームストン・パイルドライバー。
走ってきた相手を旋回しながらツームストーンの体勢にし、落とす。アビスモ・ネグロから教わった。食らった相手はバウンドすることがある。
元ネタは『機動戦士ガンダムSEED DESTINY』の主役機のバリエーションソードインパルスガンダムが装備している武器の剣の名前から。ちなみに技は違うものの同名の技が存在する（KAORUのエクスカリバー）。
レクイエム（高角度前方回転落とし固め）
肩車の体勢で相手を両肩に担ぎ、両手をクラッチした状態で相手を前方回転させ、シットダウンと同時に後頭部からマットに叩きつける変形ボム。
2007年7月7日の日テレG+杯争奪ジュニアヘビー級タッグ・リーグ戦、飯伏幸太&丸藤正道戦で初めて披露し、2007年9月29日のGHCジュニアヘビー級タッグ選手権、土井成樹&堀口元気組との防衛戦ではこの技で勝利した。DRAGON GATEのT-Hawkがベラクルスという名前で使用している。
元ネタは『機動戦士ガンダムSEED DESTINY』に登場する架空の大型兵器レクイエムシステムから。
タイガー・ドライバー
三沢の死去後から継承の意味で使用。
エルボー・バット
三沢から「円の動きで放て」と指導された、師匠直伝のエルボー。三沢の死後からはワン・ツー・エルボーなども使用するようになった。三沢が使用したエルボー・コンビネーションも見せる。
マスドライバー
アクシズのようにバックドロップの体勢から相手を放り投げ、反転して、垂直に落下する相手の首をDDTのようにロックし、脳天からマットに叩きつける技。初公開は2011年3月21日の福岡国際センター大会における石森戦。上方に打ち上げるイメージであることから、同様の設備でガンダムシリーズにも登場するマスドライバーを技名とした。
エンドレスワルツ
連続のラ・マヒストラル。
元ネタはOVA・映画『新機動戦記ガンダムW Endless Waltz』より。
ジャベリン
アッパー式エルボー・スマッシュ。
相手の顎元を真下から右肘でかち上げるアッパー式のエルボー・スマッシュ。強烈な一撃に相手はゆっくりとマットへ崩れ落ちる。技名は「機動戦士Vガンダム」に登場するMS名に由来。当初命名するつもりはなかったが、潮崎豪が命名した。

### 打撃技
ファンネル
ロープにもたれて倒れた相手に向かって走り、ロープを掴んで半回転して蹴りを叩き込む技。レイ・ミステリオJr.の得意技619と同一の技。
元ネタはνガンダムやサザビーなどに搭載されたニュータイプのみ扱うことができる遠隔操作兵器ファンネルから。
ビット
ロープで逆立ちしてバウンドし、その勢いを生かして放つジャンピング・エルボー。ハンド・スプリング・エルボーと同一の技。
元ネタは『機動戦士ガンダム』に登場するモビルアーマーエルメスに搭載されていた、遠隔操作が可能なビーム兵器ビットから。
ローリング・ソバット
通常は腹部を打ち抜くタイプが多い技だが、鼓太郎の場合はその場で軽く飛び上がり相手の胸板を打ち抜く。
掌底
低い体勢から真上に打ち抜くようなアッパー式の掌底。タッグではダブルインパクト式も見せる。
コタロー・クラッシャー
相手の後方から走り込んで両肩に手を着き、跳び箱の要領で相手の頭上を飛び越え、そのまま頭を掴んで顔面からマットに叩きつける変形フェイス・クラッシャー。元々鈴木鼓太郎が使用していたことからその名を冠する。

### 投げ技
アクシズ
バックドロップの体勢で後方一回転させ、相手をうつ伏せに叩きつける技。
元ネタは『機動戦士Ζガンダム』から『機動戦士ガンダム 逆襲のシャア』までに登場したネオ・ジオン軍の本拠地アクシズから。小惑星を改造したものであり、さらに作中で地球に落とされたことからバックドロップの別名である「岩石落とし」に引っかけたネーミング。
ディフェンサー
ブレーンバスターをかけられた時の返し技。自身の身体を反転させ、リバースDDTのように相手の後頭部をマットに叩きつける。
元ネタは『機動戦士Ζガンダム』に登場した戦闘機Gディフェンサー、もしくは『新機動戦記ガンダムW』シリーズに登場する試作MS『メリクリウス』に装備されている防御兵器プラネイトディフェンサーから。
ツームストーン・パイルドライバー
落とした後立ち上がってもう一度繰り出す二連発式を見せることもある。
ビッグ・ベン・エッジ(プロレス技)
相手の背後からバックドロップの体勢で自身の左腕を相手の腰に左横にまわし、自身の右腕を相手の股下から差し入れて、相手の腹の前で自身の両手をクラッチする。その状態で真上に抱え上げ、左手を離して相手の右肩辺りを掴み、左に回転させて相手の体を逆さまにし、相手に右腕を取る。その状態で開脚ジャンプし、相手の首の上に自身の左足を乗せ、（自身の右腕で相手の右足を抱えている状態）相手は、後頭部からマットに突き刺す。そのまま片エビ固めの体勢でフォール。（ライガーボムの着地の姿勢で、相手の体が90°回転していて、自身の左足は相手の首に乗り、相手の右足を抱えているという状態。）一連の流れでの動き。
鈴木鼓太郎（ＮＯＡＨ）がケビンマスクに変身したときのフィニッシュ・ホールド。
元ネタは『キン肉マンII世』に登場する超人ケビンマスクの必殺技。2002年10月31日のハロウィーン興行で、ケビンマスクに扮したときに披露した。危険技なので、それ以降は封印していたが、2020年10月11日のエディオンアリーナ大阪 第1競技場での覇王戦にて解禁した。
タイガー・スープレックス'04
片腕をタイガー・スープレックス（チキンウイング）に捕らえ、逆の腕で相手の太腿を抱えるようにして後方に投げる技。金丸とのタッグでGHCジュニアヘビー級タッグ王座を獲得した試合、ならびに2008年日テレG+杯争奪ジュニアヘビー級タッグ・リーグ戦の最終戦で披露した。
コロニー落とし
雪崩式リバースフランケンシュタイナー。
元ネタは機動戦士ガンダム冒頭で語られる事件。三和太の同名の技とは全くの別物。
地獄の断頭台
リバースのカーフブランディング。
立っている相手に対し、トップロープからジャンプして自分の脛を相手の喉に押し当てながら倒す技。元ネタは『キン肉マン』に登場する悪魔将軍の技のひとつ。

### 関節技
インコム
ヘッドシザースホイップの形から相手の頭を両足で挟み、相手の右腕を取って極める複合関節技。ドラゴン・キッドのクリストと同一の技。
元ネタはファンネルをオールドタイプの人間でも扱えるようにした有線ビーム砲インコムから。

### 丸め込み技
ゼロ・システム・ラナ
コーナーからダイビングして飛びついてのウラカン・ラナ・インベルティダ。いわゆるスーパー・ウラカン・ラナ。
元ネタは『新機動戦記ガンダムW』シリーズの主役機・ウイングガンダムゼロに搭載されている、戦闘結果を分析しパイロットに「未来」を見せることのできる「ゼロシステム」から。
ミノフスキードライブ
立っている相手の腰骨の辺りをステップにして飛び上がりウラカン・ラナで固める技。
元ネタは『機動戦士Vガンダム』に登場する主役後継モビルスーツV2ガンダムに搭載された推進機関ミノフスキードライブから。

### 飛び技
エルボー・スイシーダ
トルニージョ
プランチャのように場外へ飛び、空中で旋回する技。
ツイスター・ドーナッツ・プレス
デビュー後初期に使用していた技。横捻りを加えたリバース・スプラッシュ。

### 反則技
毒霧
ヒール転向時に使用した技。タッグ戦では、この技の誤爆が原因で負けたこともある。

## ファイトスタイル
上記の「ガンダム殺法」を中心とした投げ技中心のスタイルで、また師匠である三沢の影響を受けたジュニアながら受けを重視したスタイルでもあり、ミル・マスカラスを意識したような一面をも見せる。三沢死去以前のフィニッシュ・ホールドはブルーディスティニーとエクスカリバーとレクイエムであり、鼓太郎も「この3つの必殺技を駆使して三種の神器のようにしていきたい」とコメントしていた。

## タイトル歴
プロレスリング・ノア
- GHCジュニアヘビー級王座 - 第13代、 第20代、第37代、第42代
- GHCジュニアヘビー級タッグ王座 - 第6代（パートナーはリッキー・マルビン）、第10代（金丸義信）、第15代（青木篤志）、第36代（小川良成）、第38代（小峠篤司）
- グローバル・ジュニア・ヘビー級リーグ戦 2018年 優勝
- 日テレG+杯争奪ジュニアヘビー級タッグ・リーグ戦 - 2009年 優勝（パートナーは金丸義信）・2011年 優勝（青木篤志）・ 2019年 優勝（小川良成）

全日本プロレス
- 世界ジュニアヘビー級王座 - 第38代
- GAORA TV王座 - 第4代
- アジアタッグ王座 - 第92代（パートナーは青木篤志）、第95代（宮原健斗）、第120代（秋山準）
- Jr. BATTLE OF GLORY 2014・2015年 優勝
- JUNIOR HYPER TAG LEAGUE 2013年 優勝（パートナーは青木篤志）
- Jr. TAG BATTLE OF GLORY 2023年 優勝（パートナーは石田凱士）

DRAGON GATE
- オープン・ザ・トライアングルゲート王座 - 第78、81代（パートナーはNOSAWA論外、Eita）

WRESTLE-1
- WRESTLE-1クルーザーディビジョン王座 - 第4代
- WRESTLE-1タッグチャンピオンシップ - 第7代（パートナーはカズ・ハヤシ）

プロレスリングZERO1
- NWA世界&インターナショナルジュニアヘビー級王座 - 第119代&第19代

DDTプロレスリング
- KO-D6人タッグ王座 - 第49代（パートナーは遠藤哲哉&岡田佑介）

## 入場テーマ曲
- 戦慄のブルー